# Hieracium giganteum
Hieracium giganteum es una especie de planta con flor del género Hieracium, de la familia Asteraceae, orden Asterales.

## Distribución
Hieracium giganteum se distribuye por Argentina.

## Taxonomía
Fue descrita científicamente por Sleum.
Tratamiento taxonómico
La especie aparece registrada y publicada en Engl. Bot. Jahrb.